# Pío Aguirre Zamorano
Pío Aguirre Zamorano (Jaén, 28 de mayo de 1951) es un magistrado español. Es vocal del Consejo General del Poder Judicial de España (CGPJ) desde septiembre del 2008, habiendo sido su candidatura para esta función propuesta por la Asociación Profesional de la Magistratura (APM), y apoyada por el Partido Popular.

## Biografía
Licenciado en derecho por la Universidad de Granada, en 1979 ingresó en la carrera judicial. 
En 1986 Aguirre Zamorano llegó al Juzgado de Distrito número 2 de Jaén y ese mismo año ascendió a la categoría de magistrado. Dos años después fue destinado al Juzgado de Menores de Jaén. En 1991 fue elegido por los jueces de Jaén y nombrado por el Consejo General del Poder Judicial Juez Decano de Jaén, cargo que renovó en 1995 y 1999. En 1994 fue elegido miembro de la sala de Gobierno del Tribunal Superior de Justicia de Andalucía. 
Especialista en delincuencia juvenil, en marzo de 1999 fue invitado por la Comisión de Justicia e Interior del Congreso de los Diputados para opinar como experto sobre el proyecto de la Ley orgánica reguladora de la responsabilidad penal de los menores.
En junio de 1999 fue elegido por el Consejo General del Poder Judicial presidente de la Audiencia Provincial de Jaén, cargo en el que permaneció hasta 2008, cuando pasó a ser miembro del Consejo General del Poder Judicial. Entre 2001 y 2005 fue vicepresidente de la Asociación Profesional de la Magistratura, la asociación de jueces que cuenta con mayor número de afiliados.
Su candidatura al Consejo General del Poder Judicial fue propuesta por la Asociación Profesional de la Magistratura y apoyada por el Partido Popular, junto con las de Gemma Gallego Sánchez, Manuel Almenar Berenguer, Miguel Julián Collado Nuño, Antonio Montserrat Quintana, y Concepción Espejel Jorquera.

## Posición en el Caso Garzón
Aguirre Zamorano, junto a José Manuel Gómez Benítez y Miguel Carmona Ruano, fue recusado por José Luis Mazón, el abogado de la acusación contra el juez Baltasar Garzón en el juicio por el cobro de unos cursos patrocinados por el  banco Santander, ya que según José Luis Mazón estos tres jueces mantenían una "amistad estrecha" con el juez.
Aguirre Zamorano mantuvo una posición moderada en relación con el caso Garzón e hizo declaraciones mostrándose comprensivo con la reacción popular en favor de Garzón a la vez que pedía confianza en el CGPJ: “Es normal y me parece muy bien, la respuesta de los ciudadanos jiennenses en defensa de los intereses de Garzón, dado que es de la tierra y además se trata de un juez de prestigio. Aun así, el CGPJ no puede actuar por simpatía ni por antipatía, lo que procuramos, en estos casos es actuar siempre con arreglo a la ley”.